# 侯钩藤
侯钩藤（学名：Uncaria rhynchophylloides），为茜草科钩藤属下的一个种。